# Voxtrot
Voxtrot ist eine US-amerikanische Indie-Pop-Band aus Austin, Texas. Die Band wurde von Ramesh Srivastava, Jason Chronis, Matt Simon, Mitch Calvert und Jared Van Fleet gegründet. Maßgeblich verantwortlich für Musik und Text war Ramesh Srivastava, der inzwischen als Solokünstler tätig ist.

## Bandgeschichte
Die Band produzierte 2003 ihre erste EP Raised by Wolves als selbst gebrannte CD, die einige unabhängige Plattenläden in Austin in ihr Sortiment aufnahmen und verkauften. 2005 wurde die EP dann von Cult Hero Records vertrieben. Die nachfolgende, fünf Lieder umfassende EP Mothers, Sisters, Daughters & Wives brachte Voxtrot am 4. April 2006 heraus. Nachdem die Band noch im selben Jahr zu Playlouderecordings gewechselt war, wurde schon am 7. November mit Your Biggest Fan die nächste EP veröffentlicht. Ende Mai 2007 erschien mit dem Album Voxtrot der erste Longplayer der Band, der sehr gute Kritiken erhielt.
In den USA hat Voxtrot bereits viel Lob von Online- and Printmedien erhalten wie zum Beispiel Spin und Pitchfork Media. Der größte Erfolg der Band war bisher Nr. 4 der Billboard Hot Single Sales mit Your Biggest Fan. Aber auch in Europa ist man auf die Band aufmerksam geworden, so dass die Gruppe im Sommer 2007 in der Alten Welt auf Tournee gehen konnte und in den U.K. Independent Charts mit Firecracker immerhin Rang 19 erreichte. Nach einer längeren Zeit ohne Veröffentlichungen erschien 2009 die Single Trepanation Party als Download. Noch im selben Jahr brachte die Band mit Berlin, Without Return eine weitere Single heraus.
Am 21. April 2010 kündigte Ramesh Srivastava die Auflösung der Band im Anschluss an eine kurze US-Abschiedstour an.
Am 6. Mai 2022 veröffentlichte Voxtrot den Sampler "Early Music", der die ersten zwei EPs der Band enthält, und kündigte eine US-Tour für den Herbst 2022 an.

## Diskografie

### Alben
- 2022: Early Music (Cult Hero Records)
- 2007: Voxtrot (Playlouderecordings)

### EPs
- 2005: Raised by Wolves (Cult Hero Records)
- 2006: Mothers, Sisters, Daughters & Wives (Cult Hero Records)
- 2006: Your Biggest Fan (Playlouderecordings)

### Singles
- 2004: The Start of Something (Cult Hero Records)
- 2005: Raised by Wolves (Magic Marker Records)
- 2006: Mothers, Sisters, Daughters & Wives (Playlouderecordings)
- 2006: Your Biggest Fan (Playlouderecordings)
- 2007: Blood Red Blood (Playlouderecordings)
- 2007: Firecracker (Playlouderecordings)
- 2009: Trepanation Party (mp3-Download)
- 2009: Berlin, Without Return (Cult Hero Records)